# James Bacque
James Bacque (* 19. Mai 1929 in Toronto; † 13. September 2019) war ein kanadischer Publizist und Romanautor, der durch seine Arbeiten über deutsche Kriegsgefangene in alliierter Hand bekannt wurde.  Er ist dem Geschichtsrevisionismus zuzuordnen.

## Leben und Wirken
Bacque studierte am Upper Canada College in Toronto Geschichte und Philosophie und beendete sein Studium 1952 mit einem Bachelor of Art Grad. Seit dem Jahr 1989 wurden politische Bücher von Bacque über das Schicksal deutscher Soldaten als Kriegsgefangene der Alliierten nach dem Zweiten Weltkrieg veröffentlicht.
Bacque versuchte nachzuweisen, dass die Amerikaner gezielt und systematisch die Lebensgrundlagen der Deutschen dauerhaft zu zerstören versuchten und dass sie einen Völkermord an Deutschen zu verantworten hätten. Bacque spricht in seinem Buch von mehr als fünf Millionen deutschen Soldaten, die in amerikanischen und französischen Kriegsgefangenenlagern (insbesondere Rheinwiesenlager) unter angeblich menschenverachtenden Umständen interniert gewesen seien.
Laut James Bacque tolerierte der General und spätere US-Präsident Dwight D. Eisenhower, dass 800.000 bis eine Million deutsche Kriegsgefangene in vornehmlich US-amerikanischen Lagern verhungert seien und dass dies geplant gewesen war. Der Berliner Professor Peter Steinbach weist darauf hin, dass Bacques geschichtspolitische Absicht spätestens dann deutlich wurde, als Bacque die Zahl der Opfer der amerikanischen Besatzungspolitik auf exakt 6 Millionen Opfer bezifferte, die in etwa der Zahl der Opfer des Holocaust entspricht.
Eine Reihe von Historikern, insbesondere im Rahmen einer Konferenz und Publikation der University of New Orleans, widersprachen Bacques These bereits Anfang der 90er Jahre und warfen Bacque eine Vielzahl schwerwiegender Fehler vor. Bacque wird selektive Rezeption von Quellen und Fachliteratur, die Manipulation von Zitaten, methodische Mängel hinsichtlich der Zeitzeugenaussagen, gravierende Fehler bei der Quellenauslegung sowie das Ignorieren historischer Zusammenhänge und Kausalitäten vorgeworfen. Vor allem habe Bacque die Statistiken der Gefangenenlager völlig falsch interpretiert:
„Alle jene, die vorzeitig entlassen wurden, wie Volkssturmangehörige, die ohne formales Verfahren freigelassen wurden, in andere Lager überstellte Gefangene oder Geflüchtete, wurden in diesen Statistiken unter der Sammelkategorie other losses (andere Verluste) zusammengefasst. Bacque legt seiner Arbeit die (bewusste?) Missinterpretation dieser Kategorie als angebliche Verschleierung von Todesfällen zugrunde, was ihn – neben anderen Fehlern – zur Annahme von rund einer Million vertuschter Toter führt.“ 
Die Historikerin Brigitte Bailer-Galanda fasst Bacques Stellenwert folgendermaßen zusammen: „Mit seinem Buch gelang dem Kanadier wohl als erstem Revisionisten zumindest kurzfristig die Anerkennung durch die öffentliche Meinung. (…) Bacques These vom absichtlich herbeigeführten massenhaften Tod deutscher Soldaten (wurde) mittlerweile längst als unwissenschaftlich und unhaltbar entlarvt.“
Die 2002 erschienene, stark erweiterte Neuausgabe von Verschwiegene Schuld. Die alliierte Besatzungspolitik in Deutschland nach 1945 (englisch: Crimes and Mercies) stützt sich zusätzlich auf die mittlerweile zugänglichen Archive der Roten Armee und des sowjetischen Geheimdienstes NKWD, Material, das zur Zeit der Erstausgabe noch nicht zur Verfügung stand. Bacque nimmt in der Neuauflage auch ausführlich Stellung zu Ambrose/Bischof: Eisenhower and the German POWs: facts against falsehood.

## Werke

### Englisch
- The Lonely Ones. (Roman). McClelland & Stewart, Toronto 1969. [6] (Paperback unter dem Titel Big lonely. New Canadian Library, Band 148. McClelland and Stewart, Toronto 1978, ISBN 0-7710-9258-X).
- A Man of Talent. (Roman). New Press, Toronto 1972, ISBN 0-88770-154-X.
- The Queen comes to Minnicog. (Erzählungen). Gage Publications, Toronto 1979, ISBN 0-7715-9488-7.
- Other Losses. An investigation into the mass deaths of German prisoners at the hands of the French and Americans after World War II. Stoddart, Toronto 1989, ISBN 0-7737-2269-6.
- —, Matthias Müller: Dear Enemy. Germany Then and Now. Fenn Publishing, Bolton 2000, ISBN 1-55168-246-X.
- Just Raoul. Adventures in the French Resistance. (Biografie). Prima Lifestyles, Rocklin 2000, ISBN 1-55958-142-5.
- Our Fathers’ War. (Roman). Exile Editions, Toronto 2006.
- Crimes and Mercies. The Fate of German civilians under Allied Occupation 1944 – 1950. Talonbooks, Vancouver 2007, ISBN 978-0-88922-567-1.

### Deutsch
- —, Hans-Ulrich Seebohm (Übers.): Verschwiegene Schuld. Die alliierte Besatzungspolitik in Deutschland nach 1945. Sonderausgabe. Pour-le-Merite-Verlag, Selent 2002, ISBN 3-932381-24-6.
- —, Sophie und Erwin Dunker (Übers.): Der geplante Tod. Deutsche Kriegsgefangene in amerikanischen und französischen Lagern 1945 – 1946. Pour le Mérite, Selent 2008, ISBN 978-3-932381-46-1.